# Floris Bosma
Floris Bosma (Sittard, 1 oktober 1994) is een Nederlands gitarist en acteur. Bosma kreeg vooral naamsbekendheid door zijn hoofdrol als Stijn in de film Sing Song. Daarnaast is hij bekend van de bands Blupaint en Dan August.

## Levensloop
Bosma werd geboren in Sittard maar verhuisde op jonge leeftijd naar Amsterdam. Zijn middelbareschooltijd bracht hij door in Eindhoven op het Eckartcollege. In 2014 begon Bosma met een studie aan het  Conservatorium van Amsterdam. Van 2014 tot 2017 was hij gitarist in de band Blupaint. Deze band bereikte in 2015 de finale van de Amsterdamse Popprijs. In januari 2016 werd de band de Grote Prijs van Nederland toegekend. Dankzij deze prijs werden ze later uitgeroepen tot 3FM Serious Talent en traden ze op bij De Wereld Draait Door.
Dankzij het optreden bij De Wereld Draait Door werd Bosma eind 2016 benaderd door een castingdirecteur die hem zag optreden en hem geschikt vond voor een hoofdrol in een nieuwe Nederlandstalige film. Bosma zag dit in eerste instantie niet zitten omdat hij nooit de ambitie had om te gaan acteren, echter werd hij uiteindelijk door zijn manager overgehaald om op het aanbod in te gaan. Hierdoor speelde hij in 2017 de hoofdrol van Stijn in de film Sing Song.
Bosma vertolkte van 3 september 2018 tot en met 21 november 2019 de rol van Rover Dekker in de RTL 4-soap Goede tijden, slechte tijden. Bosma nam de rol over van acteur Buddy Vedder, die de rol van 2015 tot 2017 vertolkte. Uiteindelijk werd hij in het najaar van 2019 samen met actrice Britt Scholte de serie uitgeschreven omdat de makers met de soap een andere koers in wilde gaan Hierna vertolkte Bosma rollen in de series SpangaS en Sas heeft een soa, voordat hij de rol van Niels Sneijder vertolkte in de Indonesische film Merindu Cahaya de Amstel.

## Filmografie

### Film
- 2017: Sing Song, als Stijn
- 2022: Merindu Cahaya de Amstel, als Niels Sneijder
- 2022: Frost, als Gil

### Televisie
- 2018-2019: Goede tijden, slechte tijden, als Rover Dekker
- 2020: SpangaS, als Faber
- 2021: Sas heeft een soa, als Daan